# Pulitzer-Preis 1930
Der Pulitzer-Preis 1930 war die 14. Verleihung des renommierten US-amerikanischen Literaturpreises. Es wurden Preise in acht Kategorien im Bereich Journalismus und dem Bereich Literatur, Theater und Musik vergeben. Erstmals wurde ein Sonderpreis vergeben.
Die Jury bestand aus 14 Personen, unter anderem dem Präsidenten der Columbia-Universität Nicholas Murray Butler und Ralph Pulitzer, Sohn des Pulitzer-Preis-Stifters und Herausgeber der New York World.

## Preisträger
| Kategorie                        | Preisträger                               | Begründung |
| -------------------------------- | ----------------------------------------- | --- |
| Berichterstattung (Reporting)    | Russell D. Owen, The New York Times       | Preis verliehen für seine Radioreportage über die Antarktis Expedition von Richard Evelyn Byrd.                                                                           |
| Korrespondenz (Correspondence)   | Leland Stowe, New York Herald Tribune     | Preis verliehen für seine Artikelreihe über die Konferenzen zur Festlegung von Reparationszahlungen und über die Gründung der Bank für Internationalen Zahlungsausgleich. |
| Karikatur (Editorial Cartooning) | Charles R. Macauley, Brooklyn Daily Eagle | Preis verliehen für Paying for a Dead Horse. |

| Kategorie                                                   | Preisträger |
| ----------------------------------------------------------- | --- |
| Roman (Novel)                                               | Laughing Boy (dt. Titel: Indianische Liebesgeschichte) von Oliver La Farge                                       |
| Theater (Drama)                                             | The Green Pastures von Marc Connelly                                                                             |
| Geschichte (History)                                        | The Founding of the American Republic, Volume II: The War of Independence: American Phase von Claude H. Van Tyne |
| Biographie oder Autobiographie (Biography or Autobiography) | The Raven von Marquis James                                                                                      |
| Dichtung (Poetry)                                           | Selected Poems von Conrad Aiken                                                                                  |

Sonderpreis (Special Awards and Citations)
William O. Dapping, Reporter des Auburn Citizen wurde mit dem Sonderpreis für seine Berichterstattung über den Ausbruch aus dem staatlichen Gefängnis in Auburn ausgezeichnet.